# Георги Башлиев
Георги Иванов Башлиев, известен като Башлията, е български революционер, деец на Вътрешната македоно-одринска революционна организация.

## Биография
Георги Башлиев е роден в 1861 година във валовищкото село Кърчово, тогава в Османската империя. Присъединява се към ВМОРО и участва в най-старата чета в Серски революционен окръг - тази на дядо Илия Кърчовалията заедно с Георги Чалъков, Стоян Гаджов, Георги Спанчовалията, Димитър Кашиналията и Георги Баждаров. В 1903 година се сражава при Герман, Валовищко, и в местността Голем Пресък, където четата дава пет жертви и трима ранени. На 30 март 1903 година е в четата на Гоце Делчев и участва в атентата при Ханджище, а на 21 април участва в битката при Баница, в която загива Делчев. В 1905 година се сражава при Горна Джумая, където четата дава една жертва и трима ранени.
Работи като български учител в Сяр.
В 1909 година през Чепеларе навлиза с чета в Османската империя. Сражава се на 1 август при Чокманово и на 3 август при Лисчово без жертви. След това четата се сражава при Горно Райково, където дава един загнал и трима ранени и при Горно Дерекьово без жертви.
През 1909 година е арестуван заедно с Илия Кърчовалията и още трима четници и осъден на доживотен затвор за подготвяне на атентат срещу Яне Сандански.
При избухването на Балканската война е македоно-одрински опълченец е в четата на Илия Аргиров. В сражението при Цървища е ранен в левия крак. Участва и в сражението при Сяр.
На 1 март 1943 година, като жител на село Кулата, Петричко, подава молба за българска народна пенсия, която е одобрена и отпусната от Министерския съвет на Царство България.